# 세도면
세도면(世道面)은 대한민국 충청남도 부여군의 면이다.

## 행정 구역
- 청송리(靑松里): 행정복지센터 소재지.
- 가회리(佳檜里)
- 간대리(艮大里)
- 귀덕리(歸德里)
- 동사리(東寺里)
- 반조원리(頒詔院里)
- 사산리(沙山里)
- 수고리(水古里)
- 장산리(長山里)
- 청포리(菁浦里)
- 화수리(花樹里)

## 학교
| 학교명       | 소재지                       | 비고        |
| ------------ | ---------------------------- | ----------- |
| 세도초등학교 | 세도면 세도로 68 (청송리)    |             |
| 백암초등학교 | 세도면 세도로 257 (청송리)   | 1999년 폐교 |
| 인세초등학교 | 세도면 인세로 40-3 (귀덕리)  | 2018년 폐교 |
| 세도중학교   | 세도면 부흥로 564-4 (간대리) |             |